# We gaan nog niet naar huis
We gaan nog niet naar huis is een Nederlandse komedieserie van de AVRO. De serie werd geregisseerd door Hans de Korte.
Het eerste seizoen bestaat uit dertien afleveringen en werd vanaf 20 januari 2008 uitgezonden op Nederland 1. De eerste aflevering trok ruim 2,2 miljoen kijkers; dit is waarschijnlijk te danken aan het programma Boer zoekt vrouw, dat daarvoor werd uitgezonden en die avond door ruim 4,1 miljoen mensen werd bekeken. Vanaf 21 april 2008 was de serie ook in België te zien op de zender één.
Vanaf maart 2010 werd seizoen twee van We gaan nog niet naar huis uitgezonden, dat eveneens op Nederland 1 te zien was. Nadat de dertiende en laatste aflevering van dit seizoen op 6 juni 2010 werd uitgezonden is de serie gestopt.

## Verhaal
We gaan nog niet naar huis is een serie die gaat over Sam van der Duin (Victor Löw). Na het overlijden van zijn vrouw verhuist hij van Amsterdam naar Texel met zijn kinderen Marjolein (Saskia van der Heide) en Flip (Jasper Oldenhof) om de droom van zijn overleden vrouw te realiseren: een eigen bed and breakfast.
Doordat Sam naast Laura (Mary-Lou van Steenis) woont, die bij de plaatselijke VVV werkt, kan hij bij haar de grote steun krijgen voor klanten. Ook boerenzoon Wubbe (Sjoerd Dragtsma) helpt bij het opzetten van de bed and breakfast.
In het tweede seizoen krijgen Sam en Laura een relatie en opent het eerste gastenverblijf zijn deuren.

## Rolverdeling

### Hoofdrollen
- Victor Löw – Sam van der Duin
- Mary-Lou van Steenis – Laura
- Saskia van der Heide – Marjolein
- Jasper Oldenhof – Flip
- Sjoerd Dragtsma – Wubbe

### Terugkerende gastrollen
- Kees Coolen – Opa (2008)
- Mamoun Elyounoussi – Ab (2008–2010)
- Neeltje de Vree – Michelle (2010)

## Productie
De werktitel van de serie was En we gaan nog niet naar huis. Dit werd later veranderd in Vreemde eenden, maar uiteindelijk koos men toch voor de oude titel: We gaan nog niet naar huis.Johanna ter Steege zou oorspronkelijk de rol van Laura spelen, maar later nam Mary-Lou van Steenis deze rol op zich.

## Afleveringen
- Zie Lijst van afleveringen van We gaan nog niet naar huis